# Dymasius turgidulus
Dymasius turgidulus är en skalbaggsart som beskrevs av Holzschuh 1991. Dymasius turgidulus ingår i släktet Dymasius och familjen långhorningar.
Artens utbredningsområde är Sri Lanka. Inga underarter finns listade i Catalogue of Life.